# بارابوتاموس
بارابوتاموس (Παραπόταμος) هي بلدة في ثيسبروتيا في مقاطعة كينتريكي إلادا في اليونان.